# ランド・バンナータ
ランド・バンナータ（Lando Vannata、1992年3月14日 - ）は、アメリカ合衆国の男性総合格闘家。ニュージャージー州ネプチューンシティ出身。ジャクソンズMMA所属。ランドン・バンナータとも表記される。

## 来歴
13歳の時にレスリングとブラジリアン柔術を始める。大学でもレスリングを続けるが1学期で中退し、ジャクソンズMMAで総合格闘技の練習を始める。
2012年にプロデビュー。パンクラスなどの大会で勝ち星を積み、8戦全勝でUFCと契約した。

### UFC
2016年7月13日、UFC初参戦となったUFC Fight Night: McDonald vs. Linekerで、ライト級ランキング3位のトニー・ファーガソンと対戦。下馬評ではファーガソン圧倒的有利であったが1Rにダウンを奪いKO寸前まで追い詰めた。しかし2Rに入るとスタミナ切れを起こしダースチョークで逆転負け。敗れはしたものの、ファイト・オブ・ザ・ナイトを受賞した。
2016年12月10日、UFC 206でジョン・マクデッシと対戦し、後ろ回し蹴りでKO勝ち。パフォーマンス・オブ・ザ・ナイトを受賞した。
2017年3月4日、UFC 209でデビッド・テイマーと対戦し、判定負け。敗れはしたものの、ファイト・オブ・ザ・ナイトを受賞した。
2017年10月7日、UFC 216でボビー・グリーンと対戦し、1-1の判定ドロー。ファイト・オブ・ザ・ナイトを受賞した。
2020年8月1日、UFC Fight Night: Brunson vs. Shahbazyanでボビー・グリーンと再戦し、0-3判定負け。敗れはしたものの、ファイト・オブ・ザ・ナイトを受賞した。

## 人物・エピソード
- ニックネームのグルービーはカブ・スワンソンが命名した[1]。

## 戦績
| 総合格闘技 戦績 | 総合格闘技 戦績 | 総合格闘技 戦績 | 総合格闘技 戦績 | 総合格闘技 戦績 | 総合格闘技 戦績 | 総合格闘技 戦績 |
| --------------- | --------------- | --------------- | --------------- | --------------- | --------------- | --------------- |
| 21 試合         | (T)KO           | 一本            | 判定            | その他          | 引き分け        | 無効試合        |
| 12 勝           | 4               | 5               | 3               | 0               | 2               | 0               |
| 7 敗            | 0               | 2               | 5               | 0               | 2               | 0               |

| 勝敗 | 対戦相手                     | 試合結果                       | 大会名                                            | 開催年月日     |
| ×    | ダニエル・ゼルフーバー       | 5分3R終了 判定0-3              | UFC on ESPN 44: Holloway vs. Allen                | 2023年4月15日  |
| ×    | シャルル・ジョーデイン       | 1R 2:32 ギロチンチョーク       | UFC Fight Night: Lemos vs. Andrade                | 2022年4月23日  |
| ○    | マイク・グランディ           | 5分3R終了 判定2-1              | UFC 262: Oliveira vs. Chandler                    | 2021年5月15日  |
| ×    | ボビー・グリーン             | 5分3R終了 判定0-3              | UFC Fight Night: Brunson vs. Shahbazyan           | 2020年8月1日   |
| ○    | ヤンシー・メデイロス         | 5分3R終了 判定3-0              | UFC Fight Night: Anderson vs. Błachowicz 2        | 2020年2月15日  |
| ×    | マルク・ディアケイジー       | 5分3R終了 判定0-3              | UFC Fight Night: Hermansson vs. Cannonier         | 2019年9月28日  |
| ○    | マルコス・ロサ・マリアーノ   | 1R 4:55 キムラロック           | UFC 234: Adesanya vs. Silva                       | 2019年2月10日  |
| △    | マット・フレボラ             | 5分3R終了 判定1-0              | UFC 230: Cormier vs. Lewis                        | 2018年11月3日  |
| ×    | ドラッカー・クロース         | 5分3R終了 判定0-3              | UFC 226: Miocic vs. Cormier                       | 2018年7月7日   |
| △    | ボビー・グリーン             | 5分3R終了 判定1-1              | UFC 216: Ferguson vs. Lee                         | 2017年10月7日  |
| ×    | デビッド・テイマー           | 5分3R終了 判定0-3              | UFC 209: Woodley vs. Thompson 2                   | 2017年3月4日   |
| ○    | ジョン・マクデッシ           | 1R 1:40 KO（右ホイールキック） | UFC 206: Holloway vs. Pettis                      | 2016年12月10日 |
| ×    | トニー・ファーガソン         | 2R 2:22 ダースチョーク         | UFC Fight Night: McDonald vs. Lineker             | 2016年7月13日  |
| ○    | ラミコ・ブラックモン         | 1R 2:06 TKO（パンチ）          | Top Shelf Entertainment: Rocky Mountain Rubicon 2 | 2016年4月30日  |
| ○    | チャド・カリー               | 1R 1:26 TKO（肘打ち）          | RFA 32: Blumer vs. Higo                           | 2015年11月6日  |
| ○    | サンタナ・ソル・マルティネス | 1R 1:11 三角絞め               | Nemesis Promotions: High Altitude Face Off 7      | 2014年1月26日  |
| ○    | ブルース・レイス             | 2R 0:17 ヒールフック           | Jackson's MMA Series 13                           | 2014年8月22日  |
| ○    | 中井光義                     | 1R 4:13 リアネイキドチョーク   | PANCRASE 255                                      | 2013年12月8日  |
| ○    | J.P.リース                   | 3分3R終了 判定2−1              | Xtreme FC 25: Boiling Point                       | 2013年9月6日   |
| ○    | アントニオ・ラミレス         | 1R 2:11 リアネイキドチョーク   | Kamikaze Fight League 2                           | 2013年5月29日  |
| ○    | エイドリアン・アポダカ       | 1R 2:38 TKO（パンチ）          | Mescalero Warrior Challenge 2                     | 2012年5月12日  |

## 表彰
- ブラジリアン柔術 紫帯
- UFC ファイト・オブ・ザ・ナイト（3回）
- UFC パフォーマンス・オブ・ザ・ナイト（1回）